# Mączniak rzekomy krzyżowych

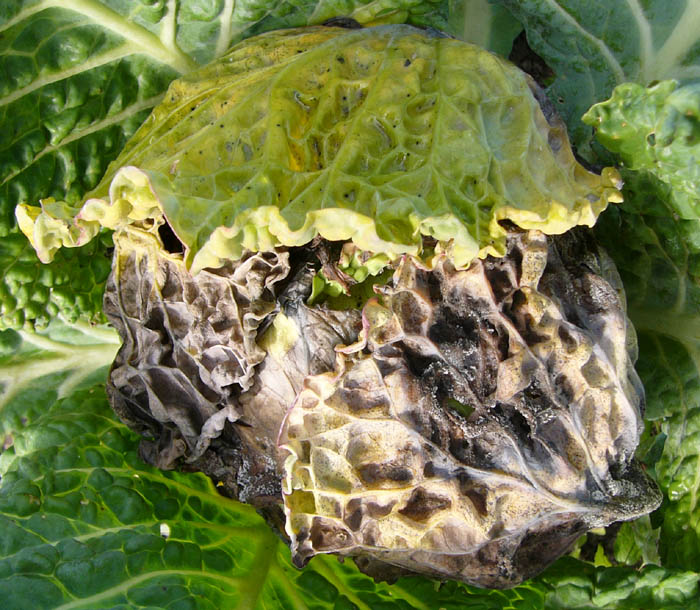
Objawy na kapuście włoskiej

Mączniak rzekomy krzyżowych, mączniak rzekomy kapustowatych lub mączniak rzekomy roślin kapustnych (ang. downy mildew of brassicas, downy mildew of cabbage, downy mildew of rape, downy mildew of turnip) – choroba roślin z rodziny kapustowatych (Brassicaceae) wywołana przez Hyaloperonospora brassicae i Hyaloperonospora parasitica. Są to organizmy grzybopodobne zaliczane do lęgniowców, a wywołana przez nie choroba należy do grupy chorób zwanych mączniakami rzekomymi.

## Występowanie i szkodliwość
W dotychczasowych opracowaniach jako sprawca choroby wymieniany był H. parasitica, ale gatunek ten został rozbity na kilka innych i obecnie za sprawcę chorób wywołujących mączniaka rzekomego u rodzajów kapusta (Brassica), rzodkiew (Raphanus) i gorczyca (Sinapis) uważa się H. brassicae. Patogen ten występuje we wszystkich rejonach uprawy roślin kapustowatych na świecie{. Atakuj rzepak i kapustę, a także wiele dziko rosnących roślin z rodziny kapustowatych. W uprawach choroba jest szczególnie groźna dla rzepaku i siewek roślin kapustowatych. Rzadko zdarza się całkowite obumarcie siewek, jednak obumarcie części liści osłabia rośliny i skutkuje zmniejszeniem plonu. Ponadto u kapusty porażone liście są dodatkowo zasiedlane przez bakterie z rodzaju Erwinia i niektóre gatunki grzybów, co powoduje późniejsze gnicie główek. Może ono następować jeszcze na polu, lub później, w okresie ich przechowywania.
Nawet przy sprzyjających patogenowi warunkach mączniak rzekomy kapustnych nie występuje w formie epidemii, większość uprawianych odmian posiada bowiem dużą odporność na tę chorobę. Czynnikiem osłabiającym tę odporność jest zbyt słabe nawożenie potasowe.

## Objawy
Choroba poraża rośliny w różnych fazach rozwojowych. Dostrzegalnymi jej objawami są plamy na nadziemnych częściach roślin, głównie na liściach i liścieniach. Początkowo są one żółte, chlorotyczne, potem brunatne. W rejonie tych plam na dolnej stronie liści tworzy się początkowo biały, potem szary nalot. Silnie porażone liście i liścienie obumierają. Szczególnie podatne na infekcję są liście starsze.

## Etiologia i epidemiologia
Źródłem infekcji pierwotnej są oospory zimujące w glebie na porażonych, obumarłych resztkach roślin, a czasami także w okrywach nasion. Czasami mogą także zimować strzępki patogenów (np. na liściach rzepaku ozimego). W sezonie wegetacyjnym na porażonych roślinach wytwarzane są zarodniki sporangialne, które rozprzestrzeniają chorobę dokonując infekcji wtórnych. Zarodniki te zachowują żywotność przez kilka dni, a rozprzestrzeniają się i dokonują infekcji podczas deszczowej pogody. Przy temperaturze wynoszącej 15–20 °C cykl rozwojowy od infekcji do wytworzenia zarodników sporangialnych trwa zaledwie 3–4 dni.

## Ochrona
Zapobiega się chorobie lub ogranicza ją poprzez głębokie przyorywanie resztek pożniwnych i przestrzeganie płodozmianu. Przy produkcji rozsady należy unikać nadmiernej wilgotności powietrza poprzez przestrzeganie właściwego rozstawu rzędów i gęstości siewu, wietrzenie pomieszczeń i zwalczanie chwastów. Opryskiwanie stosuje się tylko w razie konieczności. W tym celu do opryskiwania rozsady stosuje się fungicydy ditiokarbaminianowe, tiokarbamylowe, z grupy pochodnych amidooksynu cyjanooctowego, fenyloamidowe i strobilurinowe, a na plantacjach nasiennych fungicydy chloronitrylowe.